# Elezione del Presidente della Camera del 1958
L'elezione del presidente della Camera del 1958 per la III legislatura della Repubblica Italiana si è svolta il 12 giugno 1958.
Il presidente della Camera uscente è Giovanni Leone, presidente provvisorio è Ferdinando Targetti.
Presidente della Camera dei deputati, eletto al I scrutinio, è Giovanni Leone.

## L'elezione
Preferenze per Giovanni Leone
| Scrutinio | Voti | Percentuale |
| --------- | ---- | ----------- |
| I         | 320  | 58,9%       |

## 12 giugno 1958

### I scrutinio
Per la nomina è richiesta la maggioranza assoluta dei votanti.
| Dati votazione | Dati votazione |              | Nome                | Nome | Voti |
| -------------- | -------------- | ------------ | ------------------- | ---- | ---- |
| Presenti       | 543            |              | Giovanni Leone      | 320  |      |
| Votanti        | 543            |              | Ferdinando Targetti | 1    |      |
| Astenuti       | 0              |              | Antonio Segni       | 1    |      |
| Maggioranza    | 272            |              | Schede bianche      | 221  |      |
|                |                | Schede nulle | 0                   |      |      |

Risulta eletto: Giovanni Leone (DC)